# Wojna w Abchazji (1998)
Wojna w Abchazji w 1998 roku – krótkotrwały konflikt zbrojny w rejonie galskim nieuznawanej Republiki Abchazji rozpoczęty powstaniem etnicznych Gruzinów przeciwko separatystycznemu rządowi abchaskiemu. Konflikt nazywany jest czasem wojną sześciodniową w Abchazji; jednak nazwa ta uwzględnia jedynie ofensywę abchaską, która trwała od 20 do 26 maja 1998 roku, podczas gdy działania wojenne i ataki powstańcze miały miejsce już przed tą datą.

## Przebieg wydarzeń
W ciągu osiemnastu miesięcy poprzedzających wojnę gruzińskie siły paramilitarne systematycznie atakowały zarówno rosyjskie oddziały pokojowe, jak i wojsko abchaskie.
Na początku maja 300 bojowników gruzińskiego paramilitarnego Białego Legionu przekroczyło granice Abchazji, po czym rząd abchaski postawił wojsko w stan pogotowia. Istnieje teoria, że Biały Legion otrzymywał rozkazy od Tamaza Nadareiszwilego, szefa gruzińskiego rządu Autonomicznej Republiki Abchazji na uchodźstwie i członka Gruzińskiej Rady Bezpieczeństwa. Ponadto Tornike Beriszwili, przywódca Mkhedrioni, zadeklarował 27 maja, że w Abchazji walczyło również 100 jego ludzi. Według źródeł gruzińskich 2 i 3 maja siły gruzińskie przejęły kontrolę nad wioskami Saberio (w pobliżu Zapory Inguri) oraz Chumuszkuri, zabijając sześciu żołnierzy abchaskich podczas próby odbicia tych dwóch wiosek przez Abchazów. 12 maja gruziński poseł Germane Patsatsia ogłosił, że rezygnuje z przyłączenia się do gruzińskiej partyzantki w Abchazji, która, jak twierdził, przejęła kontrolę nad rejonem galskim.
18 maja siły gruzińskie zabiły około dwudziestu policjantów abchaskich w niespodziewanym ataku na wioskę Repi. Następnego dnia wojska abchaskie przeprowadziły ataki odwetowe, w wyniku których zginęło od dziesięciu do trzydziestu osób, a obywatele Gruzji uciekli na drugą stronę granicy. W następnych dniach doszło do drobnych, sporadycznych starć, kiedy abchaskie MSW wysłało 800 kolejnych funkcjonariuszy do rejonu galskiego. Według doniesień gruzińskich, siły abchaskie podpalały gruzińskie domy.
22 maja obie strony podpisały w Tbilisi porozumienie o zawieszeniu broni, które zostało złamane jeszcze tego samego dnia, gdy w wiosce Cchiri wybuchły walki, w których zginęły cztery osoby. Przez następne trzy dni toczyły się zaciekłe starcia, a ITAR-TASS poinformował o śmierci 40 żołnierzy abchaskich, 4 partyzantów gruzińskich i ponad 20 gruzińskich cywilów.
W dniu 25 maja ministrowie spraw zagranicznych Gruzji i Abchazji podpisali w Gagrze kolejne porozumienie o zawieszeniu broni, które miało wejść w życie o godz. 6:00 rano następnego dnia, lecz walki nadal trwały. W nocy z 26 na 27 maja wojska abchaskie wyparły ostatnich gruzińskich partyzantów.
Gruzińska opozycja oskarżyła prezydenta Eduarda Szewardnadze o przegranie wojny, dlatego że nie wsparł partyzantów. Szewardnadze oświadczył, że jednym z powodów, dla których nie wysłał wojska do Abchazji, był brak gotowości bojowej.